# Wicked (Achterbahn)
Wicked in Lagoon (Farmington, Utah, USA) ist eine Stahlachterbahn vom Modell Tower Launch Coaster des Herstellers Zierer Rides, die am 1. Juni 2007 eröffnet wurde. Sie ist zurzeit (Stand Juni 2023) die einzige Auslieferung des Modells.
Die Strecke, deren Schiene grün und deren Stützen silber und goldgelb gehalten sind, besitzt als Elemente eine übergeneigte Kurve, eine Zero-g-Roll, zwei Tunnel sowie einen Lifthill mit LSM-Antrieb. Die Ausstattung der Bahn ist hierbei unüblich für Bahnen des Herstellers Zierer, ebenso für den Park selbst und wird auch unter anderem aufgrund der g-Kraft von 4,8 g als besonders extrem eingestuft.

## Die Fahrt
Zu Beginn der Fahrt führt die Strecke in einen Tunnel, bevor die Wagen den 34 m hohen und 90° steilen Lifthill mit 88,5 km/h hochgeschossen werden, dessen Spitze überfahren und auf der anderen Seite bei einem Gefälle von ebenfalls 90° wieder hinabfahren. Nach der Abfahrt folgen ein Airtime-Hügel sowie eine stark überneigte Kurve. Die anschließende Zero-g-Roll führt nach ein paar Windungen in die Zwischenbremse. Nach ein paar weiteren Kurven und einer Helix läuft die Strecke durch einen zweiten Tunnel und danach in die Schlussbremse.

## Wagen
Wicked besitzt sechs Wagen. In jedem Wagen können acht Personen (zwei Reihen à vier Personen) Platz nehmen.